# Alameda County
Alameda County ist ein County im US-Bundesstaat Kalifornien, gelegen in der San Francisco Bay Area. Der Verwaltungssitz (County Seat) ist Oakland.

## Geographie
Das County erstreckt sich auf einer Fläche von 2127 Quadratkilometern. Davon sind 1910 Quadratkilometer Land- und 216 Quadratkilometer Wasserfläche.

## Geschichte
Das County wurde am 25. März 1853 aus Teilen des Contra Costa Countys und des Santa Clara Countys geschaffen.
Der Begriff „alameda“ bedeutet ein Ort, an dem Pappeln in Alleen wachsen. Der Name selbst wurde ursprünglich an El Arroyo de la Alameda (Alameda Creek) gegeben. Die Weiden und Platanen an den Ufern des Flusses erinnerten die Entdecker an Alleen.
Der County Seat zur damaligen Zeit befand sich zunächst in Alvarado und wurde später nach San Leandro (1856) verlegt. Wenige Jahre darauf wechselte der County Seat nach Brooklyn (1872–1875). Brooklyn ist nunmehr Teil von Oakland, wo sich seit 1873/75 der County Seat befindet.
Im Alameda County liegen 8 National Historic Landmarks. Insgesamt sind 151 Bauwerke und Stätten des Countys im National Register of Historic Places eingetragen.

## Demografische Daten
Nach der Volkszählung im Jahr 2000 lebten im Alameda County 1.443.741 Menschen. Es gab 523.366 Haushalte und 339.141 Familien. Die Bevölkerungsdichte betrug 756 Einwohner pro Quadratkilometer. Ethnisch betrachtet setzte sich die Bevölkerung zusammen aus 48,79 % Weißen, 14,93 % Afroamerikanern, 0,63 % amerikanischen Ureinwohnern, 20,45 % Asiaten, 0,63 % Bewohnern aus dem pazifischen Inselraum und 8,94 % aus anderen ethnischen Gruppen; 5,63 % stammten von zwei oder mehr ethnischen Gruppen ab. 18,97 % der Bevölkerung waren spanischer oder lateinamerikanischer Abstammung.
Von den 523.366 Haushalten hatten 32,60 % Kinder und Jugendliche unter 18 Jahre, die bei ihnen lebten. 47,00 % waren verheiratete, zusammenlebende Paare, 13,00 % waren allein erziehende Mütter. 35,20 % waren keine Familien. 26,00 % waren Singlehaushalte und in 7,30 % lebten Menschen im Alter von 65 Jahren oder darüber. Die Durchschnittshaushaltsgröße betrug 2,71 und die durchschnittliche Familiengröße lag bei 3,31 Personen.
Auf das gesamte County bezogen setzte sich die Bevölkerung zusammen aus 24,60 % Einwohnern unter 18 Jahren, 9,60 % zwischen 18 und 24 Jahren, 33,90 % zwischen 25 und 44 Jahren, 21,70 % zwischen 45 und 64 Jahren und 10,20 % waren 65 Jahre alt oder darüber. Das Durchschnittsalter betrug 34 Jahre. Auf 100 weibliche Personen kamen 96,60 männliche Personen, auf 100 Frauen im Alter ab 18 Jahren kamen statistisch 94,00 Männer.
Das jährliche Durchschnittseinkommen eines Haushalts betrug 55.946 USD, das Durchschnittseinkommen der Familien betrug 65.857 USD. Männer hatten ein Durchschnittseinkommen von 47.425 USD, Frauen 36.921 USD. Das Prokopfeinkommen betrug 26.680 USD. 11,00 % Prozent der Bevölkerung und 7,70 % der Familien lebten unterhalb der Armutsgrenze. 13,50 % davon waren unter 18 Jahre und 8,10 % waren 65 Jahre oder älter.
|  |  |

## Orte im County

### Citys
- Alameda
- Albany
- Berkeley
- Dublin
- Emeryville
- Fremont
- Hayward
- Livermore
- Newark
- Oakland (County Seat)
- Piedmont
- Pleasanton
- San Leandro
- Union City

### Census-designated places
- Ashland
- Castro Valley
- Cherryland
- Fairview
- San Lorenzo
- Sunol